# Plavání na otevřené vodě na mistrovství Evropy v plaveckých sportech 2014
Závody v plavání na otevřené vodě na mistrovství Evropy v plaveckých sportech za rok 2014 proběhly na veslařském kanále Grünau v Berlíně, Německo ve dnech 13. až 24. srpna 2014.

## Česká stopa
Česko reprezentovalo 9 závodníků. Vedoucí výpravy Josef Nalezený, šéftrenér reprezentace Rostislav Vítek, trenéři Zdeněk Tobiáš a Michal Štěrba.
V závodě na 5 km žen startovalo 22 závodnic – Jana Pechanová (* 1981) z KPSP Kometa Brno obsadila 18. místo a Barbora Picková (* 1992) z KPSP Kometa Brno 22. místo. V plaveckém maratonu na 10 km žen startovalo 30 závodnic – Silvie Rybářová (* 1985) z KPSP Kometa Brno obsadila 22. místo, Barbora Picková (* 1992) z KPSP Kometa Brno 27. místo a Lenka Štěrbová (* 1994) z SCPA Pardubice 28. místo. V závodě na 25 km žen startovalo 15 závodnic – Silvie Rybářová (* 1985) z KPSP Kometa Brno obsadila 9. místo a Lenka Štěrbová (* 1994) z SCPA Pardubice 13. místo
V závodě na 5 km mužů startovalo 26 závodníků – Jan Pošmourný (* 1988) z KPSP Kometa Brno obsadil 17. místo a Jakub Tobiáš (* 1995) z KPSP Kometa Brno 23. místo. V plaveckém maratonu na 10 km startovalo 39 závodníků – Karel Baloun (* 1990) z KPSP Kometa Brno obsadil 34. místo, Vít Ingeduld (* 1994) z KPSP Kometa Brno 35. místo a Ján Kútnik (* 1992) z KPSP Kometa Brno závod vzdal. V závodě na 25 km mužů startovalo 18 závodníků – Jan Pošmourný (* 1988) z KPSP Kometa Brno obsadil 12. místo, Vít Ingeduld (* 1994) z KPSP Kometa Brno 13. místo a Karel Baloun (* 1990) z KPSP Kometa Brno závod vzdal.

## Výsledky

### Individuální disciplíny
| Muži                      | Zlato                          | Zlato     | Stříbro                        | Stříbro   | Bronz                    | Bronz     |
| ------------------------- | ------------------------------ | --------- | ------------------------------ | --------- | ------------------------ | --------- |
| 5 km                      | Daniel Fogg (GBR)              | 53:41,4   | Rob Muffels (GER)              | 54:01,8   | Thomas Lurz (GER)        | 54:02,6   |
| plavecký maraton na 10 km | Ferry Weertman (NED)           | 1:49:56,2 | Thomas Lurz (GER)              | 1:49:59,0 | Jevgenij Dratcev (RUS)   | 1:50:00,6 |
| 25 km                     | Axel Reymond (FRA)             | 4:59:18,8 | Jevgenij Dratcev (RUS)         | 4:59:31,2 | Edoardo Stochino (ITA)   | 5:08:51,0 |
| Ženy                      | Zlato                          | Zlato     | Stříbro                        | Stříbro   | Bronz                    | Bronz     |
| 5 km                      | Isabelle Härleová (GER)        | 57:55,7   | Sharon van Rouwendaalová (NED) | 58:29,9   | Mireia Belmonteová (ESP) | 58:41,4   |
| plavecký maraton na 10 km | Sharon van Rouwendaalová (NED) | 1:56:06,9 | Éva Risztovová (HUN)           | 1:56:08,0 | Aurora Ponselèová (ITA)  | 1:56:08,5 |
| 25 km                     | Martina Grimaldiová (ITA)      | 5:19:14,1 | Anna Olaszová (HUN)            | 5:19:21,0 | Angela Maurerová (GER)   | 5:19:21,4 |

### Štafety
| Mix                  | Zlato                                                                        | Zlato   | Stříbro                                                                  | Stříbro | Bronz                                                       | Bronz   |
| -------------------- | ---------------------------------------------------------------------------- | ------- | ------------------------------------------------------------------------ | ------- | ----------------------------------------------------------- | ------- |
| 5 km smíšená štafeta | Nizozemsko (NED) (Sharon van Rouwendaalová, Ferry Weertman, Marcel Schouten) | 55:47,8 | Řecko (GRE) (Kalliopi Arauzosová, Spyridon Janniotis, Antonios Fokaidis) | 56:05,5 | Německo (GER) (Isabelle Härleová, Rob Muffels, Thomas Lurz) | 56:14,8 |

## Medailová bilance
V plavání na otevřené vodě se rozdělilo celkem 7 sad medailí.
| Pořadí | Stát                     |       | Muži    | Muži  | Muži  |         | Ženy  | Ženy  | Ženy    |       | Mix   | Mix     | Mix   |  | Muži + Ženy + Mix | Muži + Ženy + Mix | Muži + Ženy + Mix | Celkem |
| Pořadí | Stát                     | Zlato | Stříbro | Bronz | Zlato | Stříbro | Bronz | Zlato | Stříbro | Bronz | Zlato | Stříbro | Bronz |  |                   |                   |                   | Celkem |
| ------ | ------------------------ | ----- | ------- | ----- | ----- | ------- | ----- | ----- | ------- | ----- | ----- | ------- | ----- |  | ----------------- | ----------------- | ----------------- | ------ |
| 1.     | Nizozemsko (NED)         |       | 1       | 0     | 0     |         | 1     | 1     | 0       |       | 1     | 0       | 0     |  | 3                 | 1                 | 0                 | 4      |
| 2.     | Německo (GER)            |       | 0       | 2     | 1     |         | 1     | 0     | 1       |       | 0     | 0       | 1     |  | 1                 | 2                 | 3                 | 6      |
| 3.     | Itálie (ITA)             |       | 0       | 0     | 1     |         | 1     | 0     | 1       |       | 0     | 0       | 0     |  | 1                 | 0                 | 2                 | 3      |
| 4.     | Spojené království (GBR) |       | 1       | 0     | 0     |         | 0     | 0     | 0       |       | 0     | 0       | 0     |  | 1                 | 0                 | 0                 | 1      |
| 4.     | Francie (FRA)            |       | 1       | 0     | 0     |         | 0     | 0     | 0       |       | 0     | 0       | 0     |  | 1                 | 0                 | 0                 | 1      |
| 6.     | Maďarsko (HUN)           |       | 0       | 0     | 0     |         | 0     | 2     | 0       |       | 0     | 0       | 0     |  | 0                 | 2                 | 0                 | 2      |
| 7.     | Rusko (RUS)              |       | 0       | 1     | 1     |         | 0     | 0     | 0       |       | 0     | 0       | 0     |  | 0                 | 1                 | 1                 | 2      |
| 8.     | Řecko (GRE)              |       | 0       | 0     | 0     |         | 0     | 0     | 0       |       | 0     | 1       | 0     |  | 0                 | 1                 | 0                 | 1      |
| 9.     | Španělsko (ESP)          |       | 0       | 0     | 0     |         | 0     | 0     | 1       |       | 0     | 0       | 0     |  | 0                 | 0                 | 1                 | 1      |
| Celkem | Celkem                   |       | 3       | 3     | 3     |         | 3     | 3     | 3       |       | 1     | 1       | 1     |  | 7                 | 7                 | 7                 | 21     |